# Arturo Menor Campillo
Arturo Menor Campillo  (Talavera de la Reina, 24 de junio de 1970) es un biólogo, naturalista, guionista, director de fotografía y director de cine de naturaleza español.

## Biografía
Estudió Ciencias Biológicas en la Universidad de Córdoba, posteriormente amplió estudios universitarios en la Universidad Complutense de Madrid y en la Universidad de Huelva. Desarrolla su carrera profesional en Andalucía y Castilla-La Mancha.
Ha sido cofundador de la Agrupación Naturalista Esparvel y del Centro de Investigaciones Ambientales del Mediterráneo (CIAMED), del que fue Secretario General (2003-2014).
Es investigador científico del grupo Biología de las aguas epicontinentales de la Universidad de Huelva.
Fue fundador y director del Festival Internacional de Cine Científico y Ambiental de Doñana FICCAD (2010-2015).
Dirige la productora Acajú Comunicación Ambiental.
Es miembro de la Junta Directiva de la Academia de las Artes y las Ciencias Cinematográficas de España y forma parte del patronato de la Fundación Academia. Asimismo, es miembro numerario de la Academia de Cine de Andalucía y de la Asociación Española de Cine e Imagen Científicos (ASECIC).

## Libros
- Investigación científica y conservación en el Parque Natural Sierra Norte de Sevilla. Ed. Junta de Andalucía, 2007. ISBN 978-84-96776-50-0
- Guía oficial del Parque Natural Sierra Norte de Sevilla. Editorial Almuzara, 2012. ISBN 978-84-15338-41-3
- Doñana, espacio natural, espacio de futuro. Ed. Junta de Andalucía, 2013. ISBN 978-84-616-3271-8

## Filmografía

### Largometrajes
- WildMed, el último bosque mediterráneo (2014).
- Barbacana la huella del lobo (2018).
- Iberia, naturaleza infinita (2023).

### Cortometrajes
- Amigas del Aire (2009).
- Ecología de la Muerte (2009).
- El regadío sostenible, un modelo de eficiencia hídrica y energética (2009).
- El Guadiamar, un espacio natural de oportunidades (2009).
- El Alma de la Ciudad (2009).
- Avutardas de Osuna (2009).
- El Juego (2010).
- Ciudadeja río Mágico (2010).
- Ecosistemas de la Sierra de Baza: el bosque mediterráneo (2010).
- Ecosistemas de la Sierra de Baza: el bosque de ribera (2010).
- Ecosistemas de la Sierra de Baza: alta montaña (2010).
- Doñana, espacio natural, espacio de futuro (2011).
- ZEPA del Alto Guadiato (2011).
- El regadío sostenible en Andalucía (2011).
- Acciones para la conservación del fósil de una araucaria pérmica (2011).
- Belleza Serena (2012).
- La Paleohuella Ecológica (2014).
- La senda del Lince (2018).
- Darwin se sienta a la mesa (2020).

## Premios
- Premio a la mejor película de investigación en el XXVI Certamen Unicaja de Cine Bienal Internacional de Cine Científico por Ecología de la Muerte (2010).[5]
- Premio ASECIC “Guillermo Zúñiga” a la mejor película científica en el XV Festival de Cine de Zaragoza por Ecología de la Muerte (2010).[6]
- Premio Fundación Biodiversidad de Innovación, Liderazgo y Comunicación Ambiental al mejor cortometraje por Amigas del Aire (2011).[7]
- Premio RTVA a la mejor producción en el Festival Internacional de Cine del Aire por Amigas del Aire (2012).[8]
- Premio a la Mejor Película de Gran Impacto en el Festival de Cine de Naturaleza de Vaasa (Finlandia) por WildMed, el último bosque mediterráneo (2014).[9]
- Grand Prix del Wold of Knowledge International Film Festival, de San Petersburgo (Rusia), por WildMed, el último bosque mediterráneo (2014).[10]
- Premio Prismas a la mejor película de divulgación científica otorgado por los Museos Científicos Coruñeses, por WildMed, el último bosque mediterráneo (2014).[11]
- Gran Premio a la mejor película de la Bienal Internacional de Cine Científico, por WildMed, el último bosque mediterráneo (2014).[12]
- Premio Cadena SER Talavera, por su carrera profesional (2014).[13]
- Mejor Director Novel en el Festival de Cine de Naturaleza de Japón, por WildMed, el último bosque mediterráneo (2015).[14]
- Premio de la Música y Artes Escénicas Ciudad de Talavera, por su carrera profesional (2015).[15]
- Premio a la Mejor Película de Naturaleza en Vuelo. Festival Internacional de Cine del Aire (España), por WildMed, el último bosque mediterráneo (2017).[16]
- Premio COPE Talavera, por su carrera profesional (2019).[17]
- Socio de Honor de la Asociación Ornitológica Ardeidas, por su carrera profesional (2019).[18]
- Siñal Mayestros del Festival Internacional de Documental Etnográfico de Sobrarbe Espiello, por su carrera profesional (2021).[19]
- Mención Especial del Premio Regional de Medio Ambiente de Castilla-La Mancha, otorgado por la Junta de Comunidades de Castilla-La Mancha, por su gran trayectoria como divulgador y documentalista del medio natural de Castilla-La Mancha (2021).[20]
- Premio Faro de Plata Premio del Público en la Sección Oficial Cantabria Infinita del Festival de Cine de Santander por Iberia, naturaleza infinita (2023).[21]
- Premio a la Mejor película de naturaleza en vuelo, Festival de Cine del Aire, Parque Natural de Cazorla, Segura y las Villas, por Iberia, naturaleza infinita (2023).[22]
- Premio al Mejor Largometraje en el XVI Festival de Cine de Islantilla, Huelva, por Iberia, naturaleza infinita (2023).[23]
- Premio del público en el XVI Festival de Cine de Islantilla, Huelva, por Iberia, naturaleza infinita (2023).
- Premio a la Mejor película en Biosegura Festival Internacional de Cine de Mundo Rural y Medio Ambiente, Beas de Segura, por Iberia, naturaleza infinita (2023).[24]
- Nominado en los Premios Cinematográficos José María Forqué como como mejor largometraje documental por Iberia, naturaleza infinita (2023).[25]
- Premio Cygnus al mejor largometraje documental, otorgado por el CIMUART Instituto para el Estudio y Desarrollo de las Artes y las Ciencias Audiovisuales de la Universidad de Alcalá por Iberia, naturaleza infinita (2024).[26]
- Premio Carmen a la Mejor Película Documental, otorgado por la Academia de Cine de Andalucía, por Iberia, naturaleza infinita(2024).[27]
- Nominado en los Premios Goya como mejor largometraje documental por Iberia, naturaleza infinita (2024).[28]
- Preseleccionado en los Premios Platino como mejor largometraje documental por Iberia, naturaleza infinita (2024).[29]
- Premio Arturo Duperier, en la categoría de medio ambiente, otorgado por la villa de Pedro Bernardo (2024).